# 1566-й зенітний артилерійський полк (СРСР)
1566 зенітний артилерійський полк (1566 зенап, пп 26439) — формування військ протиповітряної оборони СРСР.

## Історія
Згідно з наказом 80 дивізії ПП0 №00413 від 12 вересня 1944 року у виконання наказу Командуючого Військами Північного фронту ППО №1939/ОП полк передислоковувався по залізниці в м. Вільно, в розпорядження Командира 13 Корпусу ППО з усім офіцерським, сержантським і рядовим складом (за виключенням 40% шоферів), особистою зброєю, протигазами, штабними документами, бойовим прапором частини, штампами і печатками, необхідним речовим майном і 16 автомобілями.
Початок погрузки назначено на 16 вересня 1944 року.
Всю матеріальну частину зброї та приладів, обладнання ОП, КП і НП, всі засоби зв'язку в діючому стані, автотранспорт, що був в експлуатації в полку, 40% шоферів, всю оперативну і бойову документацію, документи СУВ, житлові і складські приміщення, полкові майстерні з стаціонарним обладнанням наказано передати командиру 1939-го зенітного артилерійського полку, що знову формувався.
З 14 вересня оборона об'єктів I сектора пункту ППО Ярославль від дій авіації противника і прикриття підступів до нього покладена на 1939 зенап. 
На 16 вересня командир полку віддав наказ на зосередження підрозділів і майна до місця завантаження в ешелони на ст. Вспольє.
На день відбуття полк мав:
1. Офіцерського складу 112 чол.
2. Сержантського складу 364 чол.
3. Рядового складу 949 чол.

24 вересня 1944 року перший ешелон полку в 16 год 30 хв прибув у м. Вільно, до місця дислокації 13 корпуса ППО.

### 1945 рік
1 січня на ст. Каунас з м. Вільнюс прибули 11 та 12 батареї з управлінням 4 дивізіону.
5 січня на ст. Каунас з м. Вільнюс прибула 10 батарея.
В лютому місяці з 512-го зенітного артилерійського полку була передана 264-та батарея СОН-2.

## Командири
- (грудень 1942 — (?)) підполковник Арам Ізраілян